# ساكن البصير

تعديل مصدري - تعديل

ساكن البصير هي إحدى قرى عزلة جعار بمديرية خنفر التابعة لمحافظة أبين، بلغ تعداد سكانها 254 نسمة حسب تعداد اليمن لعام 2004.